# Táxis de Nova Iorque
Os táxis de Nova Iorque na cidade de Nova York, vêm em duas variedades: amarelo e verde; são símbolos amplamente reconhecidos da cidade. Os táxis pintados de amarelo (táxis-medalhão) podem pegar passageiros em qualquer lugar dos cinco distritos. Aqueles pintados de verde-maçã (comumente conhecidos como "boro táxis"), que começaram a aparecer em agosto de 2013, podem pegar passageiros em Upper Manhattan, Bronx, Brooklyn, Queens (exceto Aeroporto LaGuardia e Aeroporto Internacional John F. Kennedy) e Staten Island. Ambos os tipos têm a mesma estrutura tarifária. Os táxis são operados por empresas privadas e licenciados pela New York City Taxi and Limousine Commission (TLC). Também supervisiona mais de 40.000 outros veículos de aluguel, incluindo "carros pretos", vans e ambulâncias.
Os veículos de táxi, cada um dos quais deve ter um medalhão para operar, circulam em média 180 milhas por turno. Em 14 de março de 2014, havia 51.398 indivíduos licenciados para dirigir táxis medalhões. Existiam 13.605 licenças de medalhão de táxis. Em julho de 2016, esse número caiu ligeiramente para 13.587 medalhões, ou 18 abaixo do total de 2014. O patrocínio de táxis diminuiu desde 2011 devido à concorrência de empresas de compartilhamento de viagens.
O sistema de medalhão foi criado em 1937 quando um governo impôs uma limitação ao fornecimento de táxis, exigindo que um medalhão fosse comprado para o direito de operar um táxi. Depois disso, Nova York não vendeu nenhum medalhão até 1996, quando leiloou pouco mais de 2.000. A falta de novos medalhões resultou em tal escassez que, em 2014, eles estavam sendo vendidos por mais de $ 1 milhão cada, com cerca de 14.000 medalhões existentes. Desde então, o aumento dos veículos compartilhados, que totalizavam cerca de 63.000 em 2015 e 100.000 em agosto de 2018, reduziu drasticamente o preço de mercado dos medalhões.
Em setembro de 2012, havia cerca de 7.990 veículos híbridos de táxi, representando quase 59% dos táxis em serviço - o máximo em qualquer cidade da América do Norte. O Nissan NV200 venceu a licitação da cidade para se tornar o "Táxi do Amanhã" e substituir a maior parte da frota de táxis da cidade, com sua introdução prevista para outubro de 2012. No entanto, esta decisão enfrentou diversos processos e críticas, com o NV200 sujeito a comparações com modelos mais econômicos e amplamente adotados. Em 14 de março de 2014, 6.000 licenças Street Hail Livery (SHL) foram emitidas, 20% das quais devem ser usadas com veículos acessíveis a cadeiras de rodas, com 4.478 veículos Street Hail Livery já em uso naquela época.

## Indústria
Todos os tipos de táxis de Nova York são licenciados pela New York City Taxi and Limousine Commission (TLC), que supervisiona veículos de aluguel, táxis, vans e veículos de acessibilidade. Os táxis icônicos vêm em duas cores. Os táxis verde maçã, que são chamados de veículos com pintura de granizo ou "táxis boro", e operam apenas fora do distrito comercial central de Manhattan, excluindo o Aeroporto Internacional John F. Kennedy e o Aeroporto LaGuardia. Esses táxis começaram a operar em agosto de 2013, com 18.000 licenças sendo adicionadas em três liberações de 6.000 cada; o primeiro grupo de 6.000 licenças foi adicionado em 2014. Os táxis amarelos chamados de "medalhões" podem pegar passageiros em qualquer lugar da cidade, e numeraram 13.437 licenças em 2014.

### Aceno

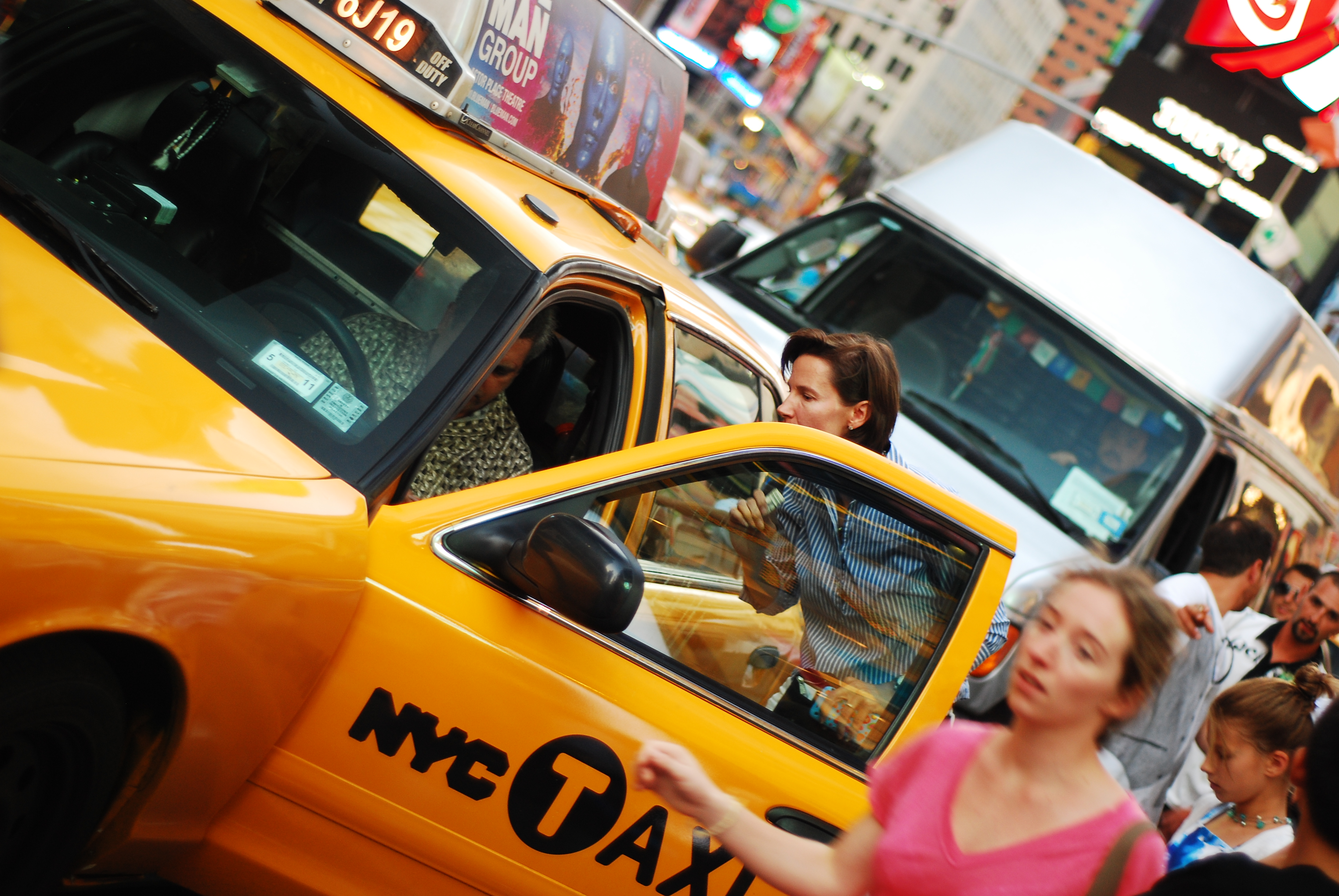
Motorista conversa com passageiro.

Os táxis medalhão (amarelos) estão concentrados no bairro de Manhattan, mas podem ser chamados em qualquer lugar nos cinco distritos da cidade de Nova York e podem ser chamados através de um aceno com a mão levantada ou em um ponto de táxi. Os táxis Boro na cor "verde maçã" podem ser chamados apenas nos bairros externos (exceto nos aeroportos) e na parte norte de Manhattan, especificamente acima da rua 96 no lado leste e acima da rua 110 no lado oeste.
Antes de 2011, a disponibilidade de um táxi era indicada pelas luzes na parte superior do carro. Quando nenhuma luz estivesse acesa, a cabine estaria ocupada por passageiros. Quando apenas a luz central mostrando o número do medalhão estivesse acesa, a cabine estaria vazia e disponível. Quando as inscrições "OFF" e "DUTY" em ambos os lados do número do medalhão estavam acesas, com o número do medalhão desativado, o táxi estaria fora de serviço e não aceitaria passageiros. No entanto, quando as inscrições "OFF" e "DUTY" estavam acesas e o número do medalhão ainda estava aceso, a cabine estaria fora de serviço, mas o motorista poderia escolher pegar os passageiros que se dirigiam na mesma direção que o motorista. No outono de 2011, o TLC anunciou um plano para substituir o sistema de três luzes por um indicador simples para saber se o táxi está disponível. Em 2012, o TLC simplificou ainda mais o sistema de luz, com uma luz de teto acesa indicando que o táxi está disponível e uma luz apagada indicando que o táxi não está disponível, independentemente de estar com passageiros ou simplesmente de folga. Também começou a multar os motoristas em US$ 100 por pegar passageiros sem a luz acesa, exceto se o motorista for buscar o último passageiro do turno.
A maioria das cabines pode transportar no máximo quatro passageiros, embora as minivans maiores possam acomodar cinco passageiros e uma criança menor de sete anos possa sentar-se no colo de um adulto no banco de trás, se o máximo for atingido. Os motoristas devem pegar o primeiro passageiro ou o mais próximo que encontrarem e não podem recusar uma viagem para um destino em qualquer lugar dentro dos cinco distritos, nas vizinhanças de Westchester ou Nassau, e no Aeroporto Internacional Newark Liberty. O TLC realiza operações secretas para garantir que os taxistas não se envolvam em quastões raciais ou discriminem os passageiros que chamam os táxis.

## História

### Táxi medalhão

#### 1890
A primeira empresa de táxi na cidade de Nova York foi a Samuel's Electric Carriage and Wagon Company (ECWC), que começou a operar 12 cabines elétricas de carruagem em julho de 1897. A empresa funcionou até 1898 com até 62 táxis em operação até ser reformada por seus financiadores para formar a Electric Vehicle Company. A empresa então construiu o carro elétrico Electrobat e tinha até 100 táxis funcionando no total em 1899.
O ano de 1899 também viu uma série de estreias notáveis para a Electric Vehicle Company. Em 20 de maio de 1899, Jacob German, dirigindo um táxi elétrico, recebeu a primeira multa por excesso de velocidade nos Estados Unidos. Mais tarde naquele ano, em 13 de setembro, Henry Bliss foi a primeira vítima de um acidente automobilístico nos Estados Unidos quando foi atropelado por um táxi elétrico enquanto ajudava um amigo em um bonde.
No início de 1900, a empresa de veículos elétricos operava com cerca de 1.000 táxis elétricos nas ruas da cidade de Nova York até que, em janeiro de 1907, um incêndio destruiu 300 desses veículos, o que, em conjunto com o Pânico de 1907, causou o colapso da empresa .

#### Início do século 20

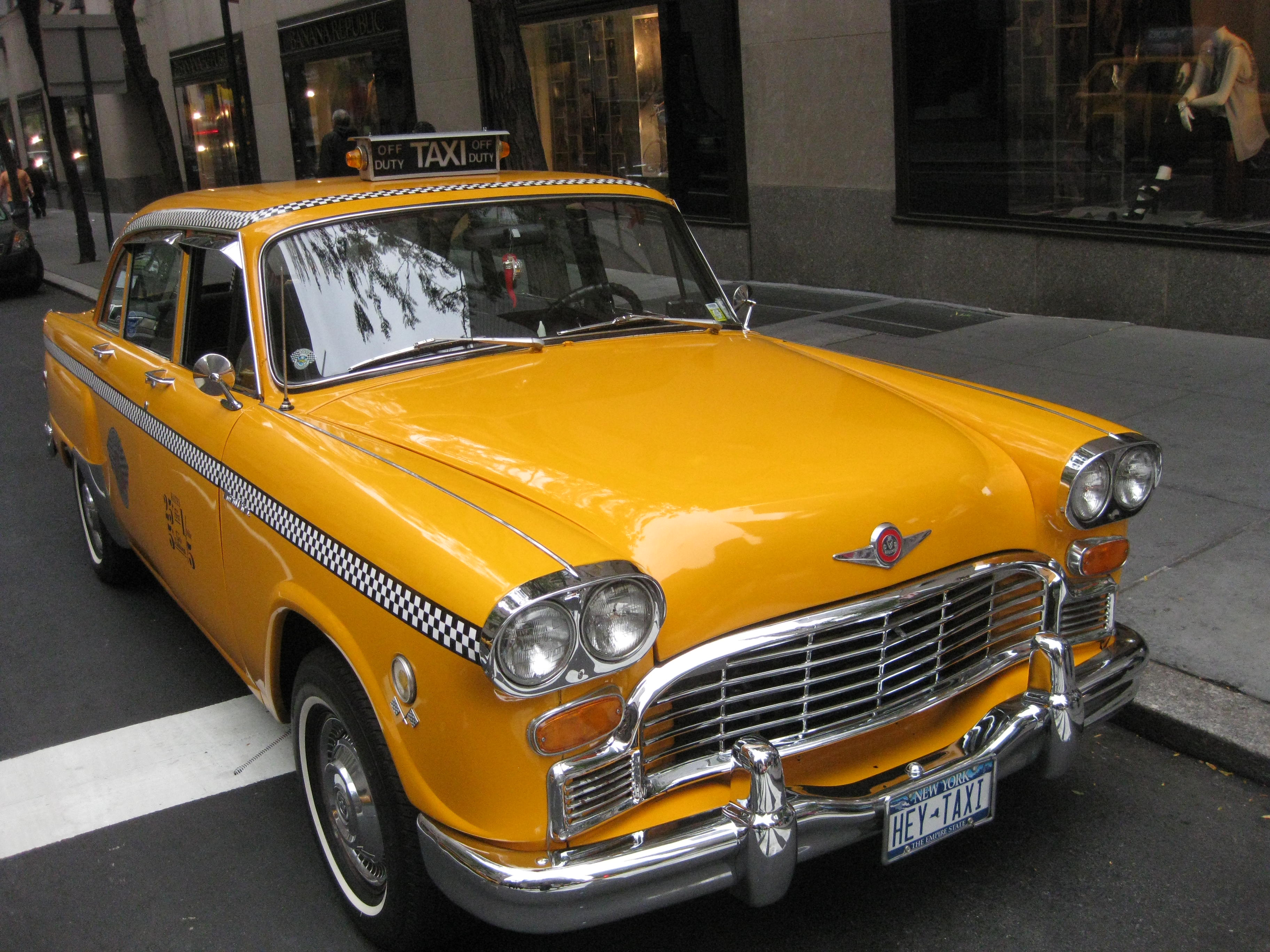
Um Checker Cab.

Em 1907, após o colapso da Electric Vehicle Company, os táxis puxados por cavalos mais uma vez se tornaram o principal meio de transporte na cidade de Nova York. No início de 1907, Harry N. Allen, indignado após ser cobrado em cinco dólares (equivalente a $ 140 em 2019) por uma viagem de 0,75 milhas (1,2 km), decidiu "iniciar um serviço [de táxi] em Nova York e cobrar por milha". Mais tarde naquele ano, ele importou 65 carros movidos a gasolina da França e fundou a New York Taxicab Company. Os táxis foram originalmente pintados de vermelho e verde, mas Allen repintou todos de amarelo para serem visíveis à distância. Em 1908, a empresa administrava 700 táxis.
Em uma década, várias outras empresas abriram negócios e os táxis começaram a proliferar. A tarifa era de 50 centavos a milha (equivalente a US$ 13 em 2019), uma tarifa acessível apenas para os relativamente ricos.
Na década de 1920, fabricantes de automóveis como a General Motors e a Ford Motor Company começaram a operar frotas. O fabricante de maior sucesso, entretanto, foi a Checker Cab Manufacturing Company. Fundado por Morris Markin, o Checker Cabs produziu grandes táxis amarelos e pretos que se tornaram os táxis mais comuns na cidade de Nova York.

#### Décadas de 1930 e 1960
Durante a Grande Depressão, Nova York tinha cerca de 30.000 motoristas de táxi. Com mais motoristas do que passageiros, os motoristas de táxi trabalhavam mais horas, o que levou a uma crescente preocupação do público com a manutenção e integridade mecânica dos veículos de táxi. Para resolver essas questões, a cidade considerou a criação de um monopólio dos táxis, mas o plano foi abandonado depois que o prefeito da cidade de Nova York Jimmy Walker foi acusado de aceitar suborno da Parmelee Company, que era a maior empresa de táxis na época.
Em 1937, o prefeito Fiorello H. La Guardia assinou a Lei Haas, que introduziu licenças oficiais de táxi e o sistema de medalhão que permanece em vigor até hoje. A lei limitou o número total de licenças de táxi a 16.900, mas o número diminuiu para 11.787 licenças, permanecendo igual nas próximas seis décadas.
Na década de 1960, a cidade de Nova York passou por muitos dos problemas de outras cidades. Crime e tensões raciais aumentaram. Como resultado, surgiu uma indústria de rápido crescimento de serviços de pintura privada. Motoristas não oficiais foram proibidos de pegar pessoas na rua, mas eles prontamente encontraram negócios em bairros mal servidos.
Em 1967, a cidade de Nova York ordenou que todos os "táxis medalhões" fossem pintados de amarelo para ajudar a reduzir o número de motoristas não oficiais e tornar os táxis oficiais mais facilmente reconhecíveis. A esposa do presidente da New Departure, Nettie Rockwell, gostou particularmente da cor amarela e, portanto, tornou-se a cor dos novos táxis de Rockwell. O Rockwell Service Cab tornou-se o Yellow Taxicab quando a Sra. Rockwell o selecionou como sua escolha de cor para o automóvel. [34]

#### Décadas de 1970 e 1980
De meados da década de 1980 até a de 1990, a demografia mudou entre os taxistas à medida que novas ondas de imigrantes chegavam à cidade de Nova York. De acordo com o Censo dos EUA de 2000, dos 62.000 motoristas de táxi na cidade de Nova York, 82% eram estrangeiros: 23% eram do Caribe (República Dominicana e Haiti) e 30% eram do Sul da Ásia (Bangladesh, Índia e Paquistão).
Ao longo da década de 1980, as condições de trabalho dos taxistas mudaram à medida que o crime na cidade de Nova York foi reduzido. Além disso, o custo das licenças de medalhão aumentou e menos taxistas possuíam seus táxis. Durante a década de 1980, a produção do icônico Checker Taxi Cab foi encerrada, embora muitos continuassem em operação. O Chevrolet Caprice e o Ford Crown Victoria tornaram-se as principais escolhas do setor, com viaturas policiais anteriormente usadas fornecendo um suprimento constante para frotas de táxi.

#### Década de 1990
Em 26 de outubro de 1993, milhares de motoristas de táxi usaram seus táxis para bloquear o tráfego em protesto contra o número de motoristas de táxi que foram assassinados: 35 motoristas de táxi foram assassinados naquele ano, e 45 foram mortos no ano anterior.
Em 1996, a Chevrolet deixou de fabricar o Caprice. O Ford Crown Victoria então se tornou o sedan mais usado para táxis amarelos em Nova York. Além disso, os operadores de táxi amarelo também usaram minivans Honda Odyssey, Isuzu Oasis, Chevrolet Venture, Ford Freestar e Toyota Sienna, que oferecem maior espaço para passageiros. Os distintos táxis Checker Taxi foram, devido à sua construção durável, eliminados lentamente. O último foi aposentado em julho de 1999, após mais de 20 anos de serviço e com quase um milhão de milhas rodadas. As leis desde 1996 exigem que os táxis sejam substituídos a cada seis anos, independentemente da condição; isso foi aumentado para sete anos em 2015.
No mesmo ano, o TLC iniciou a Operação Recusa, uma operação secreta criada para enfrentar o alegado fenômeno da recusa de serviço. Em 1998, o TLC promulgou um pacote de reformas regulatórias, inspirado pelo prefeito Rudy Giuliani, que incluiu uma estrutura estruturada de padrões de motoristas aprimorados. Em 1999, o ator Danny Glover entrou com uma queixa no TLC, depois de ter um serviço recusado por motoristas de táxi de Nova York. Isso resultou em uma repressão altamente divulgada da Operação Recusa contra motoristas que supostamente discriminavam certos passageiros, às vezes por corrida, mas com muito mais frequência por causa do destino do passageiro.
Muitos taxistas protestaram contra as novas regulamentações buscadas pelo governo Giuliani. Em 1998, sua atividade formou a base de um novo sindicato de taxistas, o New York Taxi Workers Alliance. Sob a liderança de Bhairavi Desai, o sindicato cresceu para quinze mil membros (estimativa de 2011), representando quase um terço de todos os taxistas licenciados na cidade. As repressões de Giuliani também levaram a uma série de processos judiciais contra a cidade e o TLC. Em 2000, um juiz federal decidiu que a polícia havia violado a Primeira Emenda dos motoristas de táxi, recusando-se a permitir que os motoristas protestem pacificamente contra as novas regras. O TLC também perdeu uma série de casos em tribunais estaduais, por implementar regras sem permitir notificação e comentários. Em 2000, outro juiz federal decidiu que a Operação Recusa violava os direitos ao devido processo dos taxistas. Em 2004, os inspetores do TLC ficaram constrangidos quando algemaram e prenderam o repórter do 60 Minutes Mike Wallace, acusando-o de conduta desordeira por supostamente ter agido agressivamente em relação a um inspetor do TLC em defesa de seu motorista. Em 2006, a cidade foi obrigada a resolver os demais aspectos do caso Recusa da Operação. Segundo o acordo, o TLC concordou em pagar US$ 7 milhões a um grupo de 500 motoristas de táxi.
A fim de incentivar um maior uso dos cintos de segurança dos passageiros para evitar ferimentos, o TLC instituiu o programa "Celebrity Talking Taxi" em 1997, usando mensagens de áudio de celebridades para instar os passageiros a colocar o cinto de segurança e pegar um recibo ao final da viagem. As mensagens revelaram-se amplamente impopulares entre os motoristas e passageiros, como o TLC descobriu depois de realizar uma pesquisa online sobre o programa no outono de 2002. Com base nesses resultados, a Comissão encerrou oficialmente o programa em fevereiro de 2003. Em 1996, o número de medalhões mudou pela primeira vez em 60 anos. O TLC adicionou 133 novas licenças, elevando o total para 11.920. Desde 1996, mais medalhões foram adicionados à frota, elevando o número total de licenças de táxi para 13.237 em 2009.

#### Décadas de 2000 e 2010

##### Mudanças nos táxis
Em 2005, Nova York introduziu incentivos para substituir suas cabines amarelas atuais por veículos híbridos elétricos, como o Toyota Prius e o Ford Escape Hybrid. Em maio de 2007, o prefeito da cidade de Nova York Michael Bloomberg propôs um plano de cinco anos para mudar os táxis da cidade de Nova York para veículos híbridos mais eficientes em combustível como parte de uma agenda para a cidade de Nova York reduzir as emissões de gases do efeito estufa. No entanto, o plano foi abandonado depois que as empresas de táxi reclamaram que o custo de manutenção dos novos veículos híbridos superava amplamente a pequena quantidade de economia de combustível que obtinham com o uso de veículos menores. Proponentes do tradicional Lincoln Town Car e Ford Crown Victoria dizem que são adequados para suas tarefas, enquanto outros dizem que os clientes que cuidam do meio ambiente preferem os híbridos. Não só isso, mas a segurança dos passageiros também se tornou um problema com os veículos mais novos e, 6 meses após o programa entrar em vigor, ele foi abandonado. Ainda assim, a proporção da frota de táxis composta pelo Crown Victoria caiu com o tempo. Em 2010, era cerca de 60% dos táxis amarelos, com o número de minivans Ford Escape Hybrid e Toyota Sienna crescendo. A porcentagem de táxis Crown Victoria na cidade seria ainda mais reduzida pela adoção de táxis de tamanho semelhante ao Toyota Camry híbrido desde 2010, e o Toyota Prius V. Em 2015, a frota do Ford Crown Victoria seria quase totalmente substituída.
Originalmente, antes de outubro de 2007, os táxis amarelos de NYC exibiam os adesivos de tarifas nas portas dianteiras e as palavras "Táxi NYC" e o número do medalhão nas portas traseiras. Em 30 de setembro de 2007, todos os decalques amarelos do táxi foram refeitos. Os táxis foram facilmente identificados com o número do medalhão seguido de um padrão de xadrez nos para-lamas traseiros esquerdo e direito, um painel futurista de tarifas nas portas traseiras e um logotipo retrô "NYC Taxi" nas portas dianteiras, com um T amarelo em um círculo preto. Em agosto de 2012, o TLC eliminou o design em favor de um que abandonasse o "axi", deixando apenas o logotipo de NYC e o círculo-T. As informações detalhadas sobre as tarifas nas portas traseiras também foram substituídas por uma simples declaração de uma taxa medida, a menos que viaje para o Aeroporto JFK, onde uma tarifa única é cobrada.
O TLC também determinou que até o final de janeiro de 2008 todos os táxis deveriam estar equipados com um Monitor de Informação do Passageiro que é uma tela no banco de trás que pode fornecer entretenimento, um mapa de localização GPS ao vivo e ser usado para pagar viagens passando um cartão de crédito. Os motoristas terão um Monitor de Informação do Motorista eletrônico no qual poderão ser enviadas mensagens informando sobre as condições do trânsito e facilitando a recuperação de objetos perdidos. Vários motoristas de táxi contestando o custo dos dispositivos (estimados entre US$ 3.000 e US$ 5.000 cada) realizaram greves voluntárias em 5 e 6 de setembro e 22 de outubro de 2007. A cidade implementou uma estrutura de "tarifação por zona" durante o dias e as greves tiveram impacto mínimo na cidade de acordo com as autoridades.
Em fevereiro de 2011, a cidade de Nova York tinha cerca de 4.300 táxis híbridos, representando quase 33% dos 13.237 táxis em serviço, e cerca de 6.000 em setembro de 2012, representando 59% dos táxis em serviço - o máximo em qualquer cidade da América do Norte. Em meados de 2009, os proprietários começaram a aposentar suas frotas híbridas originais depois que acumularam entre 300.000 e 350.000 milhas por veículo. Duas tentativas da administração Bloomberg de implementar políticas para forçar a substituição de todos os 13.000 táxis de Nova York por híbridos até 2012 foram bloqueadas por decisões judiciais e, em 28 de fevereiro de 2011, a Suprema Corte dos Estados Unidos recusou-se a considerar um recurso da cidade.

##### Táxis do amanhã
Em 2007, as autoridades municipais delinearam um projeto para substituir os táxis Ford Crown Victoria existentes - que foram descontinuados em 2011 - e outros táxis até 2014. Em meados de 2011, o TLC iria conceder um contrato exclusivo para vender e prestar serviço aos táxis na Cidade de Nova York por 10 anos. As propostas da Karsan, Nissan e Ford foram as três finalistas, e todos os seus projetos foram baseados em pequenas vans em vez de sedans. O design Karsan era o favorito entre os nova-iorquinos. Porém, posteriormente foi rejeitado por dúvidas de que a empresa pudesse "executar o projeto". No final, o prefeito de Nova York, Michael Bloomberg, anunciou o design da Nissan como o vencedor para substituir os 13.000 táxis amarelos da cidade, a serem implementados ao longo de cinco anos a partir de 2013.
Em agosto de 2013, a fabricação havia começado em Cuernavaca, México. As características do design incluem espaço para quatro passageiros, um painel de teto transparente, ar-condicionado traseiro controlado de forma independente, forro do teto forrado de carbono ativo para ajudar a neutralizar odores internos, junto com tecido antimicrobiano fácil de limpar para o assento, luzes de leitura no teto, iluminação de piso, um móvel estação de carregamento, incluindo uma tomada elétrica de 12 volts e duas portas USB, um andar de passageiro plano, uma buzina de "baixo incômodo" com luzes externas que indicam buzinas, sistema de escuta, interfone e luzes externas que sinalizam quando a porta está se abrindo.
Em 2011, a cidade de Nova York foi processada pela United Spinal Association por escolher um inacessível "táxi do amanhã". O Departamento de Justiça emitiu uma "Declaração de Interesse", que foi enviada ao tribunal do Distrito Federal de NY, afirmando que, se a cidade não ordenasse um táxi com acesso para cadeira de rodas como o "táxi do amanhã", estaria violando a Lei das Pessoas com Deficiência. De 3 a 5 de novembro de 2011, na exposição pública de design do TLC, convidando o público a experimentar protótipos estacionados, a Campanha Táxis para Todos montou um protesto. Sob o olhar da mídia do lado de fora do Flatiron Building na Broadway com a Quinta Avenida, os usuários de cadeiras de rodas tentaram em vão usar os futuros táxis. A iniciativa sustentada do prefeito Bloomberg de emendar a lei, de modo que táxis licenciados possam receber gritos nas ruas da mesma forma que os táxis amarelos, requer a aprovação do governador; mas o governador Andrew Cuomo se opõe à escolha da cidade por um táxi amarelo não acessível para cadeiras de rodas. Assim, um plano de compromisso foi anunciado em dezembro de 2011: os próximos 4.000 novos medalhões devem ir para táxis acessíveis, e o governador ratificará a iniciativa do prefeito de permitir que os carros com pintura compitam com Boro táxi nas ruas.
Uma versão totalmente elétrica da van Nissan NV200 deveria estar disponível em 2017. No entanto, para testar o conceito, a Nissan patrocinou um programa piloto com seis carros elétricos Nissan Leaf e suas estações de carregamento, implantados para estudar o uso de veículos elétricos de zero emissão de gases como táxis. Os Leafs foram inicialmente programados para serem implantados em 2012, um ano antes da data marcada para o lançamento dos táxis Nissan NV200s. O programa piloto foi lançado em abril de 2013, e em junho de 2013, apenas quatro Leafs estavam fornecendo serviço de táxi na cidade. Mesmo assim, em dezembro de 2014, o número de novos táxis NV200 na cidade de Nova York permaneceu baixo.
A implantação do "Taxi do amanhã" na cidade resultaria em quase toda a frota existente, da qual cerca de 6.000 veículos elétricos híbridos, deveriam ser substituídos em 3 anos pela van de passageiros Nissan NV200 não híbrida. Apenas cerca de 1.000 táxis serão isentos por vários motivos, como 273 táxis cujos medalhões exigem que sejam veículos de alta quilometragem. No entanto, no início de 2013, a Associação de Táxis da Grande Nova York entrou com uma ação contra a cidade, argumentando que o plano "Táxi do Amanhã" viola uma seção do código administrativo da cidade porque o Nissan NV200 não é um híbrido. Em maio de 2013, um juiz da Suprema Corte do Estado bloqueou o plano do governo Bloomberg para a introdução do "Táxi do Amanhã", decidindo que ele realmente violava uma cláusula da cidade de Nova York que exigia uma opção híbrida para operadores de táxi. As autoridades municipais não contestaram a decisão do juiz. Em junho de 2013, a Comissão de Táxis e Limusines aprovou um conjunto ajustado de regras em um esforço para introduzir o "Táxi do Amanhã", conforme programado para outubro de 2013. De acordo com as regras ajustadas, apenas híbridos com um grande interior serão permitidos. Os operadores de táxi reclamaram que os únicos híbridos compatíveis são proibitivamente caros. Um porta-voz da comissão observou que o Toyota Prius V estava disponível por US$ 26.650, cerca de US$ 3.000 a menos do que o NV200. Os outros dois híbridos, que obedecem à regra, eram o Lexus RX450h (US$ 46.310) e o Toyota Highlander Hybrid (US$ 41.410).

### Táxi boro

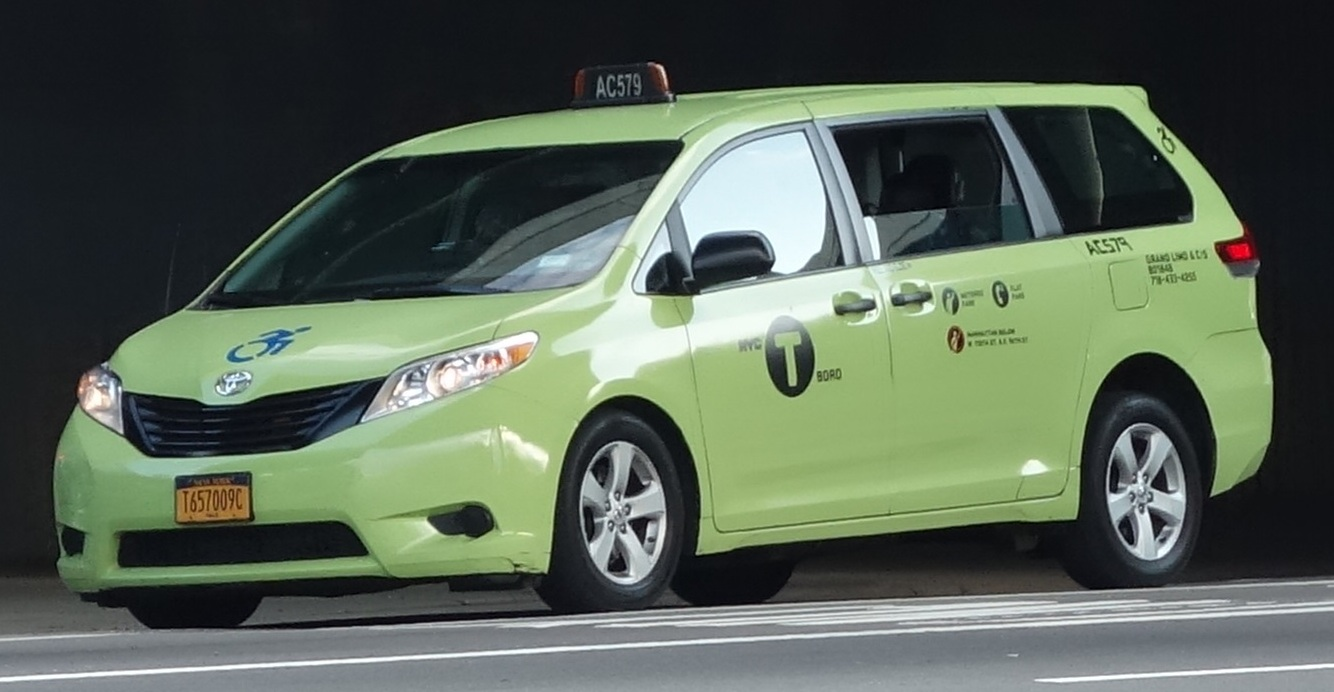
Um táxi boro verde.

Historicamente, apenas táxis medalhões amarelos tinham permissão para pegar passageiros em resposta a um chamado na rua. O TLC também regula e licencia veículos de aluguel, conhecidos como "serviços de automóveis" ou "táxis de aluguel", que são proibidos de pegar chamados nas ruas (embora essa regra seja menos frequentemente aplicada nos bairros fora de Manhattan) e devem atender apenas os clientes que ligaram para o despachante do serviço de automóveis e solicitaram um carro. Seguindo a legislação estadual aprovada em 2011, o TLC votou em abril de 2012 para permitir que os táxis de aluguel fossem licenciados para pegar passageiros nas ruas nos bairros externos e no norte de Manhattan, uma regra em vigor a partir do verão de 2012. A implementação foi mantida em litígio, mas em 6 de junho de 2013, a Corte de Apelações do Estado de Nova York, a mais alta corte do estado, concluiu que a regulamentação dos táxis era um interesse estadual convincente e que, portanto, a Legislatura de Nova York agiu dentro de seus direitos quando autorizou a nova classe de táxis. A Comissão de Táxis e Limusines planeja autorizar até 6.000 táxis por ano durante três anos, criando um total de 18.000 táxis verdes. Eles apareceram pela primeira vez em agosto de 2013.
Os motoristas participantes deverão ter o carro pintado e impresso o logotipo e as informações do Táxi, além da base de afiliada na parte traseira, além de câmeras, medidores e GPS adicionados. O GPS não permitirá que o medidor funcione se o táxi estiver começando em Manhattan abaixo das ruas 96 ou 110 e nos aeroportos.

## Modelos de táxi aprovados
Em 2019, havia vários modelos aprovados para uso como táxis medalhões da cidade de Nova York.
Não há restrição quanto às marcas e modelos dos táxis boro.
| Modelo                                        | Ano do Modelo | Ano do Modelo | Ano do Modelo | Ano do Modelo |
| Modelo                                        | 2012–17       | 2018          | 2019          | 2020          |
| --------------------------------------------- | ------------- | ------------- | ------------- | ------------- |
| Chevrolet Impala                              | X             | X             |               |               |
| Chevrolet Malibu & Chevrolet Malibu Hibrido   | X             | X             |               |               |
| Chrysler Pacifica & Chrysler Pacifica Hibrido | X             | X             | X             | X             |
| Dodge Grand Caravan Acessível                 | X             | X             | X             |               |
| Ford Escape                                   | X             | X             |               |               |
| Ford Fusion & Ford Fusion Hibrido             | X             | X             |               |               |
| Ford Taurus                                   | X             | X             |               |               |
| Ford Transit Connect Taxi Acessível           | X             | X             | X             |               |
| Hyundai Sonata & Hyundai Sonata Hibrido       | X             | X             |               |               |
| Lexus RX 450H - Hibrido                       | X             | X             |               |               |
| Lincoln MKZ & Lincoln MKZ Hibrido             | X             | X             |               |               |
| Mercedes-Benz Metris Acessível                |               | X             | X             |               |
| Nissan Altima                                 | X             | X             |               |               |
| Nissan NV200                                  | X             | X             |               |               |
| Nissan NV200 Acessível                        | X             | X             | X             |               |
| Tesla Model 3                                 |               |               | X             |               |
| Toyota Avalon & Toyota Avalon Hibrido         | X             | X             | X             | X             |
| Toyota Camry & Toyota Camry Hibrido           | X             | X             | X             | X             |
| Toyota Highlander & Toyota Highlander Hibrido | X             | X             | X             |               |
| Toyota Prius                                  | X             | X             |               |               |
| Toyota Prius V                                | X             | X             |               |               |
| Toyota RAV4 & Toyota RAV4 Hibrido             | X             | X             | X             | X             |
| Toyota Sienna Acessível                       | X             | X             | X             | X             |

Os veículos homologados devem ter ar condicionado no banco traseiro, bem como espaço suficiente para instalar a divisória da frente.
Enquanto os táxis medalhões na cidade são sempre amarelos e os boro táxis verdes, os veículos de serviço automotivo podem ser de qualquer cor, exceto amarelo; geralmente são pretos e às vezes são chamados de serviços de "carros pretos". Apesar da proibição de pegar passageiros na rua, alguns táxis de aluguel fazem isso de qualquer maneira, geralmente para ganhar dinheiro extra. Eles são frequentemente encontrados em áreas não visitadas rotineiramente por táxis medalhões, e as autoridades tendem a ignorar a prática em vez de deixar seções da cidade sem serviço de táxi.

## Medalhões

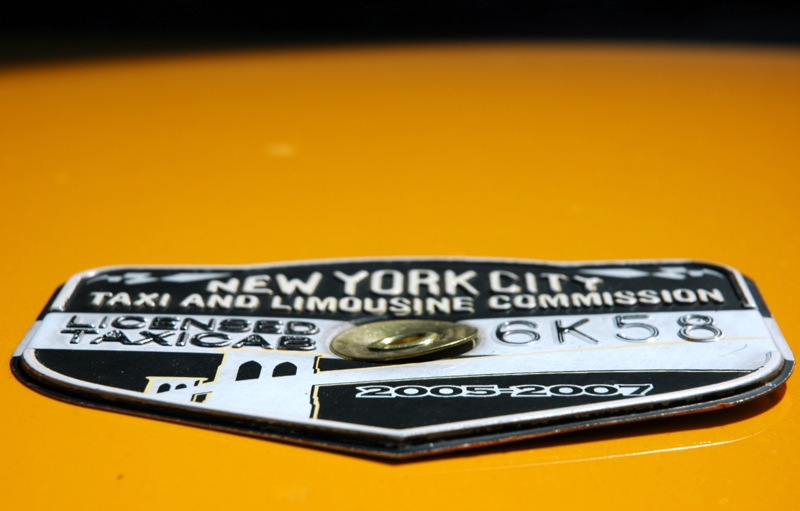
Medalhão preso no capô de um táxi

Os táxis medalhões têm o nome do "medalhão" emitido pelo TLC e preso ao capô de um táxi. Em março de 2014, havia 51.398 indivíduos licenciados para dirigir táxis medalhões. Existiam 13.605 licenças de medalhão de táxis. Os veículos de táxi, cada um dos quais deve ter um medalhão para operar, percorrem uma média de 290 km por turno. O número total médio de passageiros anuais de táxi é de 241 milhões. Em julho de 2016, esse número caiu ligeiramente para 13.587 medalhões, ou 18 abaixo do total de 2014. No entanto, o número de motoristas em abril de 2016 caiu para 30.488, causado por um êxodo de motoristas que foram dirigir para  outros serviços como Uber e Lyft.

### Sistema de numeração
Existem atualmente 13.347 medalhões regulares, indo de 1A10 a 9Y99, e incluindo 136 licenças de SBV ("veículo em espera") e TLC1 e TLC3. A série de letras vai de 10 a 99, então avança para a próxima letra, pulando I, O, Q, R, S, X, Z. Depois de Y, o primeiro dígito avança. A maioria dos táxis continua a ter placas com uma variação do número do medalhão, mas novas edições de março de 2018 tiveram o formato Y123456C com veículos em espera no formato S123456V. Os números atribuídos aos táxis boro não são números de medalhão, mas são números de licença TLC Street Hail Livery que consistem em duas letras seguidas por três números. As duas letras progridem em ordem alfabética da direita para a esquerda: a série "AA" é emitida primeiro, depois "AB", "AC", até "AZ", ponto no qual as letras progridem para "BA", "BB", "BC", etc.
O Departamento de Polícia da Cidade de Nova York opera uma frota de cinco táxis secretos. Esses veículos operam com medalhões começando com 2W ou 6Y.

### Logística
Os medalhões foram emitidos pela primeira vez em 1937, quando a cidade criou um esquema de licenciamento, estabelecendo o número de táxis em 11.787. Esse número permaneceu fixo até 1996. Como o sistema de medalhões restringe artificialmente o número de táxis, ele foi criticado como uma barreira de entrada no mercado de táxis da cidade de Nova York, que por sua vez criou um mercado negro para a operação ilegal de táxis em áreas mal servidas por táxis medalhões. Como o custo do aluguel de um medalhão é muito alto, o sistema reduz a renda dos motoristas e aumenta os custos dos passageiros. Por outro lado, alguns analistas de transporte afirmam que as cidades sem barreiras de entrada no mercado de táxis acabam com uma abundância de táxis mal conservados. Eles dizem que um sistema de medalhão ajuda a cidade a regulamentar melhor os táxis e permite que a cidade eleve os padrões de todos os táxis.
Os medalhões são vendidos da cidade em leilões pouco frequentes ou por um proprietário de medalhão. Eles aumentaram de preço de cerca de $ 2.500 em 1947 para $ 280.000 em 2004. Os medalhões, que podiam ser vendidos por uma taxa de renovação de $ 10 durante a década de 1930, agora valem centenas de milhares de dólares, com medalhões da frota chegando a $ 1.000.000 em 2011. Em 2013–2014, os valores giravam em torno de US $ 1 milhão a US $ 1,3 milhão. Em comparação, em 2004, um motorista de táxi teve uma receita bruta média anual de $ 90.747 e uma receita líquida de $ 49.532. Por causa dos preços historicamente altos, a maioria dos medalhões (e a maioria dos táxis) são propriedade de empresas de investimento e são alugados aos motoristas. Uma investigação do New York Times mostrou que empresas de investimento e bancos especializados em empréstimos de medalhões se dedicavam a empréstimos predatórios a motoristas, principalmente imigrantes, que não teriam condições de pagar os empréstimos com juros altos e taxas exorbitantes.
Um leilão foi realizado em 2006, onde 308 novos medalhões foram vendidos. No leilão de 2006, 254 foram designados como táxis híbridos e 54 foram designados como táxis acessíveis. Entre novembro de 2013 e fevereiro de 2014, a cidade leiloou 368 novos medalhões, todos reservados para uso com um veículo acessível para cadeiras de rodas. Ao longo dos anos, muitos medalhões que antes eram propriedade de motoristas individuais foram vendidos para grandes frotas de táxis. Em 2012, cerca de 18% de todos os táxis eram operados pelo proprietário, enquanto o restante era alugado; isso é um declínio da taxa de propriedade de 29% em 2006. Além disso, alguns motoristas de táxi podem começar seus turnos devendo dinheiro às empresas de frota de táxi que os contratam, então eles podem gastar uma quantia substancial de seu dia tentando obter um lucro líquido.
A partir de 2014, os preços dos medalhões caíram consideravelmente, provavelmente devido à concorrência dos serviços de viagem compartilhada. Em outubro de 2016, os preços dos medalhões caíram para cerca de $ 500.000 e depois para $ 250.000. Por causa da queda nos preços dos medalhões, muitos motoristas de táxi começaram a trabalhar para serviços de compartilhamento de viagens. Houve também uma diminuição no uso de táxi: em novembro de 2016, havia 336.737 viagens diárias que renderam $ 4,98 milhões, uma diminuição das 463.701 viagens diárias que renderam $ 5,17 milhões em novembro de 2010. No entanto, em meados 2016, após um declínio de cinco anos, o uso de táxi começou a aumentar novamente. Devido a esta competição, os proprietários de medalhões processaram a cidade e o Uber em novembro de 2015. Em 2017, os 60.000 veículos compartilhados na cidade de Nova York superavam os veículos medalhões da cidade em uma proporção de quase 4 para 1, e muitos proprietários de medalhões enfrentavam a perspectiva de falência ou dívidas severas por causa dos baixos preços dos medalhões, que poucas entidades estavam dispostas a comprar. Os portadores de medalhões tiveram problemas para fazer os pagamentos dos empréstimos que eles pediram emprestado para pagar pelos medalhões. Isso, por sua vez, levou a vários suicídios de alto nível de motoristas de táxi que viram reduções nos lucros devido à proliferação de veículos compartilhados. Em agosto de 2018, a cidade votou para interromper a emissão de novas licenças de carona compartilhada por um ano, bem como promulgou um salário mínimo para motoristas de veículos de aluguel. A votação pretendia regular a indústria de veículos de aluguel e evitar que os preços dos medalhões dos táxis caíssem ainda mais, mas o Uber e o Lyft criticaram a restrição, afirmando que teria um impacto negativo sobre os passageiros no bairros externos.